# سونگ جیا
سونگ جیا (انگلیسی: Song Jia؛ زادهٔ ۱۳ نوامبر ۱۹۸۰) یک هنرپیشه و خواننده اهل چین است.
از فیلم‌ها یا مجموعه‌های تلویزیونی که وی در آن‌ها نقش داشته است می‌توان به صخره سرخ و  بادیگارد اشاره نمود.